# جول بناء (المسيمير)

تعديل مصدري - تعديل

جول بناء هي إحدى قرى عزلة المسيمير بمديرية المسيمير التابعة لمحافظة لحج، بلغ تعداد سكانها 48 نسمة حسب تعداد اليمن لعام 2004.